# بس بشتة (تشناران)
بس بشتة (بالفارسية: پس‌پشته) هي قرية تقع في قسم بيزكي الريفي (مقاطعة تشناران) في إيران. يقدر عدد سكانها بـ 506 نسمة .